# Carbonne
Carbonne is een gemeente in het Franse departement Haute-Garonne (regio Occitanie). De plaats maakt deel uit van het arrondissement Muret. In de gemeente ligt spoorwegstation Carbonne. Carbonne telde op 1 januari 2022 5.650 inwoners.

## Geschiedenis
In de 12e eeuw lag hier een dorp in een meander van de Garonne. In 1173 werd het dorp geschonken aan de Abdij van Bonnefont. Het dorp werd geplunderd door de troepen van Simon IV van Montfort. Een tiental jaren later werd het dorp heropgebouwd als bastide. In 1350 werd het dorp opnieuw vernield, ditmaal door de Engelsen in het kader van de Honderdjarige Oorlog. De abt van Bonnefont liet daarop een bastide bouwen iets meer naar het noorden. Deze bastide was tot 1780 volledig ommuurd.
In 1790 werd Carbonne hoofdplaats van een kanton en in 1860 kwam er een spoorwegstation.

## Geografie
De oppervlakte van Carbonne bedroeg op 1 januari 2022 26,59 vierkante kilometer; de bevolkingsdichtheid was toen 212,5 inwoners per km². In de gemeente vloeit de Arize in de Garonne.

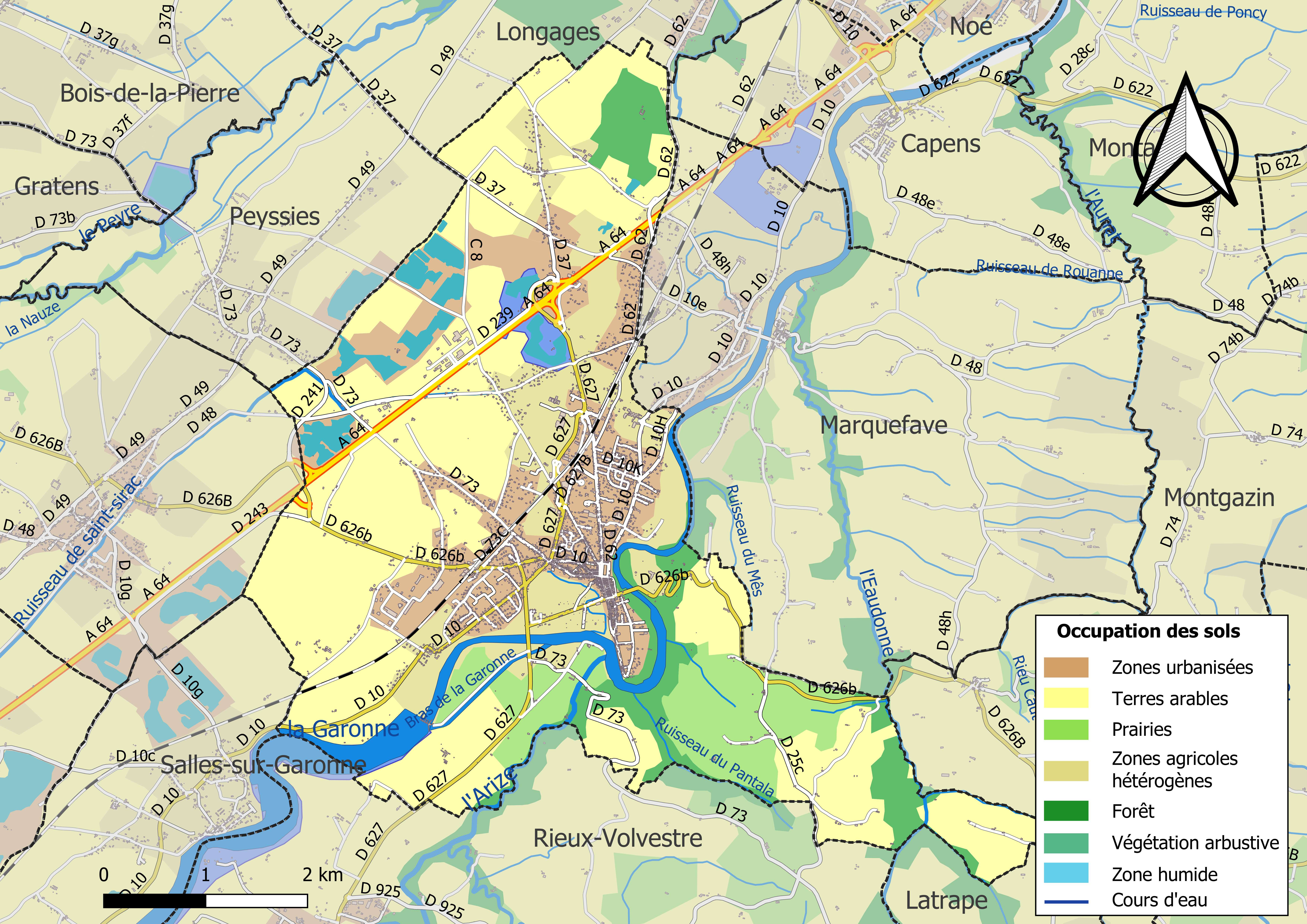
Kaart van de gemeente met belangrijkste infrastructuur, bodemgebruik en omliggende gemeenten

## Demografie
Onderstaande figuur toont het verloop van het inwonertal (bron: INSEE-tellingen).